# مونیکا نیلسن
مونیکا نیلسن (سوئدی: Monica Nielsen؛ زادهٔ ۳۰ نوامبر ۱۹۳۷) بازیگر اهل سوئد است.
از فیلم‌هایی که وی در آن نقش داشته‌است، می‌توان به گربه‌ها و تابو اشاره کرد.